# Kipsela
Kipsela (grško starogrško Κύψελα, Kipsela) je bila antična grška kolonija v  južni Trakiji med rekama Nestos in Hebros. Strabon o njej piše, da leži blizu meje nekdanje Makedonije, 120 stadijev od ustja reke Hebros
Po Polienu, makedonskem piscu iz 2. stoletja, je Kipsela pripadala nekemu Antiohu, morda Antiohu II. Teosu, ki je umrl sredi 3. stoletja pr. n. št., in da so bili v njegovi vojski številni Tračani, ki so nosili zlat in srebrn nakit.  V Kipseli so bili naseljeni tudi Tračani, zato je Polien sklepal, da so zadovoljni z njegovim vladanjem in so   njegovi zavezniki.
Kipsela je bila eno od mest, ki jih je okoli leta 200 pr. n. št. v kretski vojni (205-200 pr. n. št.) osvojil Filip V. Makedonski.
Kipsela se istoveti s sodobnim turškim mestom İpsala v provinci Edirne, ki je imelo leta 2007 7.851 prebivalcvev.